# Kujō Motoie
Kujō Motoie (九条基家; 28 luglio 1203 – 7 agosto 1280) è stato un poeta giapponese waka del primo periodo Kamakura.
Suo padre era il sesshō Kujō Yoshitsune e sua madre era Fujiwara Toshiko, figlia di Matsudono Motofusa, apparteneva quindi al clan Fujiwara. È considerato uno dei trentasei nuovi immortali della poesia.
Usò lo pseudonimo di Gachirin (un cerchio perfettamente rotondo inteso a rappresentare la luna piena, la conoscenza e la virtù del Buddha che sono considerate perfette e onnicomprensive), era comunemente chiamato Ushirokujo naidaijin. Il suo nome d'infanzia era Tsurudono.

## Biografia
Dato che era nato nella famiglia delle Cinque case reggenti (五摂家; go-seike o go-sekke, un termine collettivo per le cinque famiglie del clan Fujiwara) fu nominato nobile nel 1215, nel 1217 fu promosso a jusanmi, e nel 1218 è stato promosso a shōsanmi. In quello stesso anno è stato nominato gonchūnagon e nel 1220 come gondainagon. Nel 1221 fu promosso a shōnii, nominato gonnaidaijin nel 1231 e promosso a naidaijin (Ministro del Centro) nel 1237, ma decise di dimettersi e ritirarsi da cortigiano l'anno successivo. Morirà nel 1280 all'età di 78 anni.
La sua passione per la poesia waka si sviluppò dopo la guerra Jōkyū (1221) partecipando a diversi concorsi di waka nel 1232, 1236, 1256, 1261, 1265 e 1278. Partecipò anche ai circoli di poesia organizzati dalla famiglia Kujō e dall'imperatore Go-Toba e successivamente a quelli organizzati dall'imperatore in pensione Go-Saga.
Dopo la morte di Fujiwara no Teika fu scelto come uno dei compilatori della raccolta di waka Shokukokin Wakashū nel 1262.
Il suo stile poetico era rigoglioso, inoltre aveva un gusto per il classicismo, ed era vicino allo stile di Hamuro Mitsutoshi. La raccolta privata di poesie, chiamata Kumoba-shū (雲葉集) ma è andata persa. Compilò una raccolta di poesie intitolata Shinsen Wakasen (新撰歌仙) e 79 sue poesie furono incluse in varie antologie imperiali, a cominciare dallo Shokugosen Wakashū.